# T34 (РСЗО)
T34 Rocket Launcher (применительно к средним танкам M4, оборудованным данным образцом вооружения — Sherman Calliope; с англ. — «Каллиопа» (греч. Καλλιόπη — «красноречивая»: музыкальный инструмент, похожий на орган, названный в честь музы эпической поэзии из древнегреческой мифологии) — американская реактивная система залпового огня периода Второй мировой войны, предназначенная для размещения на средних танках M4 и имевшая от шестидесяти до девяноста трубчатых направляющих.

## Описание
Танк M4A1 или M4A3, оборудованный смонтированной на башне РСЗО Т34 Calliope, с 54  или 90 трубчатыми направляющими для 114-мм неуправляемых реактивных снарядов (ракет по американской классификации) M8. Горизонтальное наведение пусковой установки осуществлялось поворотом башни, а вертикальное — подъёмом и опусканием танкового орудия, ствол которого был соединён с направляющими пусковой установки специальной тягой. Несмотря на наличие ракетного вооружения, танк полностью сохранял вооружение и бронирование обычного «Шермана», что делало его единственной РСЗО, способной действовать непосредственно на поле боя. Экипаж «Каллиопы» мог вести огонь ракетами, находясь внутри танка, отвод с огневых позиций требовался только для перезарядки. Минусом являлось то, что приводы установки были присоединены непосредственно к стволу танкового орудия, что не давало вести огонь из него до тех пор, пока пусковая установка не сбрасывалась. В пусковых установках T34E1 и T34E2 этот недостаток был устранён.

## Разработка
Исходные модели пусковых труб (трубчатых направляющих), применявшиеся на этапе опытно-конструкторских работ, были изготовлены из отходов производства деревообрабатывающей промышленности аналогичных ДВП и были рассчитаны на один-два пуска.

## Производство
Полномасштабные закупки ракетных установок со стальными, пластиковыми и магнезиевыми пусковыми трубами началось в феврале 1944 г., когда соответствующие контракты были размещены на заводах компаний «Дженерал электрик» и «Файрстоун».

## Варианты
Rocket Launcher T34 (Каллиопа) — модификация, несущая 60 реактивных снарядов калибра 117 мм (4,6 дюйма) в трубчатых направляющих — группа из 36 направляющих сверху и две сбрасываемых группы — по 12 трубок каждая — под ней (у версии, установленной на танке M4A1, сбрасываемых направляющих не было).
Rocket Launcher T34E1 (Каллиопа) — аналогичная T34 конструкция, но группы из 12 сбрасываемых трубчатых направляющих заменены группами по 14 штук.
Rocket Launcher T34E2 (Каллиопа) — калибр ракет увеличен до 180 мм (7,2 дюймов), количество трубчатых направляющих остается равным 60. Данный вариант применялся в боях в 1944—1945.